# Зверства в Свободном государстве Конго
Злоупотребления в Свободном государстве Конго — ряд законодательных злоупотреблений и систематического разграбления в Свободном государстве Конго (ныне известном как Демократическая Республика Конго) под личным контролем короля Бельгии Леопольда II в 1885—1908 годах. В тот период страна была колонией европейских стран, однако тотальный контроль бельгийского короля фактически превратил её в «частную» колонию. Основные злоупотребления связаны с внедрением жесткой трудовой политики с целью экстенсивного сбора и экспорта природного каучука. Ужасные условия труда для коренного населения, а также эпидемии, голод и падение рождаемости привели к стремительному сокращению населения. Хотя точные потери не известны, считается, что количество жертв достигает от 1 до 15 миллионов жизней.

## Предыстория

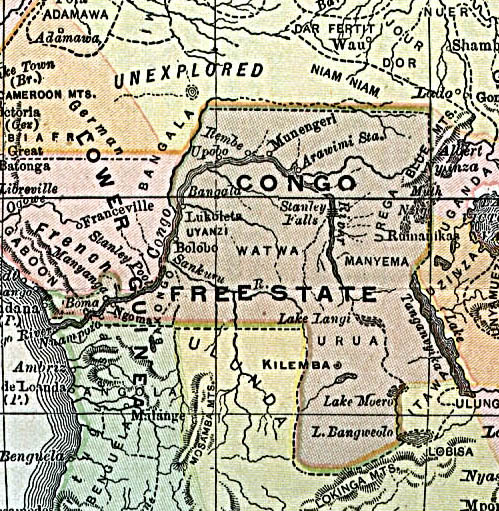
Карта Свободного государства Конго в 1892 году

### Создание Свободного государства Конго
Ещё до своего восшествия на бельгийский престол в 1865 году будущий король Леопольд II начал лоббировать ведущих бельгийских политиков с целью создания колониальной империи на Дальнем Востоке или в Африке, что позволило бы расширить и повысить престиж Бельгии. Однако с политической точки зрения колонизация была непопулярна в Бельгии, поскольку она воспринималась как рискованная и дорогостоящая авантюра без очевидной выгоды для страны, и его многочисленные попытки убедить политиков не увенчались успехом.
В первые годы существования колонии большая часть внимания администрации была сосредоточена на укреплении своего контроля путем борьбы с африканскими народами на периферии колонии, которые сопротивлялись колониальному правлению. К ним относились племена вокруг Кванго на юго-западе и Уэле на северо-востоке. Некоторые проявления насилия того периода можно отнести на счет африканских групп, использующих колониальную поддержку для сведения счетов, или белых администраторов, действующих без одобрения государства.

### Экономическая и административная ситуация
Свободное государство предназначалось, прежде всего, для того, чтобы приносить прибыль своим инвесторам и Леопольду в частности. Его финансы часто были нестабильными. На ранних этапах зависимость от экспорта слоновой кости приносила не так много денег, как надеялись, и колониальная администрация часто была в долгах, несколько раз чуть не объявляя дефолт. Бум спроса на натуральный каучук в 1890-х годах, однако, положил конец этим проблемам, поскольку колониальное государство смогло заставить конголезских мужчин работать в качестве принудительного труда, собирая дикий каучук, который затем можно было экспортировать в Европу и Северную Америку. Каучуковый бум изменил то, что до 1890 года было обычной колониальной системой, и привел к значительным прибылям. Экспорт вырос с 580 до 3740 тонн в период с 1895 по 1900 год.

## Зверства

### Система красного каучука и принудительный труд
Поскольку большая часть доходов государства поступала от экспорта каучука, для максимизации его добычи была разработана политика в области труда, известная критиками как «система красного каучука». Рабочая сила требовалась администрацией в качестве налога. Это создало «общество рабов», поскольку компании становились все более зависимыми от принудительной мобилизации конголезской рабочей силы для сбора каучука. Штат нанял ряд чернокожих чиновников, известных как капиталы, для организации местной рабочей силы. Однако желание собрать максимальное количество каучука, и, следовательно, увеличить доход государства, означало, что требования к трудящимся часто были установлены произвольно, без учёта их числа или благосостояния.
Система красного каучука появилась с созданием концессионного режима в 1891 году и просуществовала до 1906 года, когда концессионная система была ограничена. В период своего расцвета она был сильно локализована в регионах Экватор, Бандунду и Касаи.

### Увечья и жестокость
Несоблюдение квот на сбор каучука каралось смертной казнью. Между тем, представители силовых структур должны были предоставить руки своих жертв в качестве доказательства того, что они застрелили кого-то, поскольку считалось, что в противном случае они использовали бы боеприпасы (импортированные из Европы по значительной цене) для охоты или для хранения их для мятежа. Как следствие, квоты на каучук были частично выплачены отрубленными руками. Иногда руки собирали солдаты Силовой общественности, иногда сами деревни. Были даже небольшие войны, когда деревни нападали на соседние деревни, чтобы собрать людей, поскольку их квоты на каучук были слишком нереалистичными, чтобы их заполнить.

### Тюрьмы и захват заложников
Одна практика, используемая для принуждения работников к сбору резины, включала захват женщин и членов их семей в заложники. Леопольд никогда не провозглашал это официальной политикой, а власти Свободного государства в Брюсселе категорически отрицали, что она использовалась. Тем не менее, администрация предоставила каждой станции в Конго руководство о том, как брать заложников для принуждения местных вождей. Заложниками могли быть мужчины, женщины, дети, старейшины или даже сами вожди. Каждая станция штата или компании содержала частокол для заключения заложников. Агенты АБИРА заключали в тюрьму вождя любой деревни, которая отставала от своей квоты; в июле 1902 года в одном посте сообщалось, что в тюрьме содержалось 44 вождя. Эти тюрьмы находились в плохом состоянии, и на постах в Бонганданге и Момпоно в 1899 году было зарегистрировано от трех до десяти смертей заключенных в день. Лица, оказавшие сопротивление АБИРУ, были депортированы в лагеря принудительного труда. Таких лагерей было по меньшей мере три: один в Лиреко, один в верховьях реки Маринга и один в верховьях реки Лопори.

### Войны и восстания
Помимо сбора каучука, насилие в государстве в основном происходило в связи с войнами и восстаниями. Родные государства, в частности Королевства Йеке, отказались признать колониальную власть и были побеждены силой войск с большой жестокостью, в ходе Конго-арабской войны. В 1895 году восстание вспыхнуло среди Батетела в Касаи. Подавление восстания было особенно жестоким и привело к большому числу жертв.

## Голод
Присутствие каучуковых компаний, таких как АБИР, усугубляло последствия стихийных бедствий, таких как голод и болезни. Система сбора налогов АБИРа вынудила мужчин из деревень собирать каучук, что означало отсутствие рабочей силы для расчистки новых полей для посадки. Это, в свою очередь, означало, что женщинам приходилось продолжать засевать изношенные поля, что приводило к снижению урожайности, что усугублялось тем, что компании воровали урожай и сельскохозяйственных животных. Бонгинда пережила голод в 1899 году, а в 1900 году миссионеры зафиксировали «ужасный голод» по всей концессии АБИРа.

### Детские колонии
Леопольд санкционировал создание «детских колоний», в которых осиротевших конголезцев похищали и отправляли в школы, управляемые католическими миссионерами, где они учились работать или становиться солдатами; это были единственные школы, финансируемые государством. Более 50 % детей, отправленных в школы, умерли от болезней, и ещё тысячи погибли во время принудительных маршей в колонии. В одном из таких походов 108 мальчиков были отправлены в миссионерскую школу, и только 62 выжили, восемь из которых умерли неделю спустя.

### Труд неконголезцев
Коренные конголезцы были не единственными, кого государство заставило работать. 540 китайских рабочих были импортированы для работы на железных дорогах в Конго, однако 300 из них умрут или покинут свои посты. Народы Карибского бассейна и люди из других африканских стран также были импортированы для работы на железной дороге, на которой 3600 человек умрут в первые два года строительства от железнодорожных аварий, порки, голода, болезней и отсутствия жилья.

## Наследие
Наследие сокращения численности населения во время правления Леопольда привело к тому, что последующее колониальное правительство столкнулось с острой нехваткой рабочей силы, и ему часто приходилось прибегать к массовой миграции, чтобы обеспечить работников для новых предприятий.
Зверства той эпохи вызвали публичные дебаты о Леопольде, его особой роли в них и его наследии. Бельгийские толпы освистали его на похоронах в 1909 году, чтобы выразить свое недовольство его правлением в Конго. В последующие годы внимание к зверствам поутихло, и в 1930-х годах по инициативе Альберта I были установлены его статуи, в то время как бельгийское правительство отмечало его достижения в Бельгии.